# Боринце
Боринце је насеље у Србији у општини Бојник у Јабланичком округу. Од седишта бојничке општине удаљено је 16,5 кm према западу док је од Лесковца, седишта Јабланичког округа, удаљено 42 кm. Село гравитира према овим административним центрима.
Атар Боринца граничи се на северу са атаром Ображде, на истоку са атаром Мајковца, на југу је ограничен атаром Слишана а са западне стране Петровом гором и Раданом.
Према попису из 2011. био је 21 становник (према попису из 2022. било је 14 становника).

## Физичко-географске одлике
Село Боринце типично је планинско село смештено на падинама Петрове горе, у залеђу богате и плодне Пусте реке, између благих падина и шумовитих брежуљака. Центар села налази се на надморској висини од 660 m док се махала Статовци налази на 725 m.
Са врхова Радана и Петрове горе, у чијем је подножју Боринце, пружа се одличан поглед на потоке и Пусту реку. Поглед се шири до Јужне Мораве и суседних планина: Пасјаче, Бабичке горе, Суве планине, Рујана, Вртопа, Кукавице и Голије.

### Клима
Атар села, Петрова гора и Радан налазе се у појасу умереноконтиненталне климе. Ова клима одликује се умерено топлим летима и хладним зимама. Јесени су дуже и топлије од пролећа.
Годишња количина падавина креће се у распону од 650 до 700 mm.

### Хидрографске одлике
Планина Радан веома је богата водом. На њој има више извора и врела од којих су познатији Свињарске колибе, Раденково и Катино ливаче, Бердујске ливаде и др. Са извора и врела Радана некада се водом снабдевао и Царичин град који је у VI веку наше ере изградио цар Јустинијан I. Кроз данашње Боринце пролазио је водовод који је доводио воду Царичином граду као и пут који је био повезан са овим градом.
Кроз село протиче Боринска река чије се извориште налази на „Шопоту”, испод Радана. Од свог изворишта до села река протиче кроз букову шуму. Припада бујичним токовима и у прошлости је од ње много страдала стока а било је и људских жртава. Ова река вијуга кроз село Мајковце, спаја се са Обрашком реком, па тече између Ивања, Магаша и Вујанова. Код села Горњег Брестовца спаја се са Ранковом реком а недалеко одатле утиче у Пусту реку.
Од Радана, са јужне стране, наставља се планина Петрова гора са највишим врхом Петровац или Св. Петар (1152 m надморске висине). И ова планина богата је изворима и врелима. Познат је извор Лековна вода који је раније био место где су за Ђурђевдан омладина и сељаци из околних села излазили на уранак. Воде са извора Лековита вода и Стојановог изворчета каптиране су за сеоски водовод и јавну спомен-чесму која је подигнута у центру села. Вода са извор чесме и „Чубуре” каптирана је за водовод који користи махала Статовци.

### Биљни и животињски свет
Радан и Петрова гора обилују природним лепотама, шумским цвећем, лековитим и јестивим биљем и воћем.
Подручје боринског атара обилује шумским плодовима као што су дивље крушке, шипак, лешник, дивља леска, дивље трешње, малине, дивље јагоде, дрен, липа, лековити црни глог, жир од храста и букве, ливадско зеље и сремуш. Од гљива има вргања, лисичарки, јајчара, шампињона и др.
На ливадама сеоског атара расту лековите биљке хајдучка трава, мајчина душица, нана, метвица, кантарион, боквица и др. Од њих се спремају чајеви и мелеми.
У шумама Радана и Петрове горе, које припадају боринском атару, живи разноврсна дивљач. Поред јаребица, голубова, грлица и дивљих кока-фазана има зечева, лисица, вукова, срна и дивљих свиња.

## Историја
На простору који захвата село пронађени су остаци некадашњег водовода од камена и опеке дужине 17 кm. Данас је на овом месту, од видљивих трагова, остао само канал који указује на локацију где је аквадукт пролазио. Нађене цигле и камен мештани су употребили за обнову цркве Огњена Марија.
Село је једно од најстаријих насеља у овом делу југа Србије и по насељености српским живљем датира из доба Немањића. Остаци зидина некадашњих насеља - Селиште, Крушкар (Горње градине) и кућиште изнад Величкове куће потичу из доба Немањића а удаљеност између њих је 100–700 m. На приватном винограду, приликом риљања, пронађен је гроб са сребрним прстеном. Сматра се да се ради о српском гробљу из периода пре доласка Турака у ове крајеве.
После Косовске битке, Дубочица па и Јабланица, припадале су имању великаша Николе Скобаљића. Остаци зидина на месту званом Селиште указују на то да је ту било село, које су Турци, поред других села, опустошили, запалили и опљачкали.
Зидине манастира посвећеном Богородици (или остаци цркве посвећене Огњаној Марији) налазе се у саставу села, удаљени од крајњих кућа око 400 метара узводно.
На врху Петрове горе (Св. Петар) налазе се остаци зидина цркве Св. Петар или „градић”.

## Демографија
Према турском попису из 1516. године Боринце је имало статус села. Оно је улазило у састав тимара и имало је 115 становника. Уз село, био је уписан манастир посвећен Пречистој Богородици који се можда може повезати са остацима цркве посвећеној Огњеној Марији. Наредни турски попис, након 20 година, показао је упадљиво смањење броја кућа у селу. Према овом попису у Боринцу живело је 45 људи. У осмој деценији овог века број становника повећао се на 60.
По ослобођењу ових крајева од Турака Боринце се помиње као чисто арнаутско село. Због повећаваног турског и арнаутског зулума број Срба у Боринцу временом је бивао све мањи.
У попису вароши и села у Србији, за округ Топлички, 1878. године Боринце се помиње као село које има 21 пореску главу.
Од пописа 1516. године, уз два каснија пописа у истом веку, све до ослобођења од Турака, због недостатака података, губи се континуитет у праћењу броја становника.
У насељу Боринце живи 44 пунолетна становника, а просечна старост становништва износи 63,6 година (61,3 код мушкараца и 65,5 код жена). У насељу има 26 домаћинстава, а просечан број чланова по домаћинству је 1,73.
Ово насеље је у потпуности насељено Србима (према попису из 2002. године).
|  |

| Демографија | Демографија | Демографија |
| Година      | Становника  | Становника  |
| ----------- | ----------- | ----------- |
| 1948.       | 419         |             |
| 1953.       | 418         |             |
| 1961.       | 330         |             |
| 1971.       | 240         |             |
| 1981.       | 119         |             |
| 1991.       | 87          | 87          |
| 2002.       | 45          | 45          |
| 2011.       | 21          |             |

| Етнички састав према попису из 2002.‍ | Етнички састав према попису из 2002.‍ | Етнички састав према попису из 2002.‍ | Етнички састав према попису из 2002.‍ | Етнички састав према попису из 2002.‍ |
| ------------------------------------ | ------------------------------------ | ------------------------------------ | ------------------------------------ | ------------------------------------ |
|                                      |                                      |                                      |                                      |                                      |
| Срби                                 | Срби                                 |                                      | 45                                   | 100,0%                               |
| непознато                            | непознато                            |                                      | 0                                    | 0,0%                                 |

| Година пописа     | 1948. | 1953. | 1961. | 1971. | 1981. | 1991. | 2002. |
| ----------------- | ----- | ----- | ----- | ----- | ----- | ----- | ----- |
| Број домаћинстава | 69    | 72    | 79    | 65    | 51    | 44    | 26    |

| Број чланова      | 1  | 2  | 3 | 4 | 5 | 6 | 7 | 8 | 9 | 10 и више | Просек |
| ----------------- | -- | -- | - | - | - | - | - | - | - | --------- | ------ |
| Број домаћинстава | 11 | 14 | 0 | 0 | 0 | 1 | 0 | 0 | 0 | 0         | 1,73   |

| Пол    | Укупно | Неожењен/Неудата | Ожењен/Удата | Удовац/Удовица | Разведен/Разведена | Непознато |
| ------ | ------ | ---------------- | ------------ | -------------- | ------------------ | --------- |
| Мушки  | 19     | 2                | 13           | 4              | 0                  | 0         |
| Женски | 25     | 3                | 13           | 8              | 1                  | 0         |
| УКУПНО | 44     | 5                | 26           | 12             | 1                  | 0         |

| Пол    | Укупно                    | Пољопривреда, лов и шумарство | Рибарство                            | Вађење руде и камена | Прерађивачка индустрија       |
| ------ | ------------------------- | ----------------------------- | ------------------------------------ | -------------------- | ----------------------------- |
| Мушки  | 6                         | 4                             | 0                                    | 0                    | 0                             |
| Женски | 4                         | 4                             | 0                                    | 0                    | 0                             |
| УКУПНО | 10                        | 8                             | 0                                    | 0                    | 0                             |
| Пол    | Производња и снабдевање   | Грађевинарство                | Трговина                             | Хотели и ресторани   | Саобраћај, складиштење и везе |
| Мушки  | 0                         | 1                             | 0                                    | 1                    | 0                             |
| Женски | 0                         | 0                             | 0                                    | 0                    | 0                             |
| УКУПНО | 0                         | 1                             | 0                                    | 1                    | 0                             |
| Пол    | Финансијско посредовање   | Некретнине                    | Државна управа и одбрана             | Образовање           | Здравствени и социјални рад   |
| Мушки  | 0                         | 0                             | 0                                    | 0                    | 0                             |
| Женски | 0                         | 0                             | 0                                    | 0                    | 0                             |
| УКУПНО | 0                         | 0                             | 0                                    | 0                    | 0                             |
| Пол    | Остале услужне активности | Приватна домаћинства          | Екстериторијалне организације и тела | Непознато            | Непознато                     |
| Мушки  | 0                         | 0                             | 0                                    | 0                    | 0                             |
| Женски | 0                         | 0                             | 0                                    | 0                    | 0                             |
| УКУПНО | 0                         | 0                             | 0                                    | 0                    | 0                             |

## Галерија
- Врх Свети Петар, један од врхова Радан планине у чијем подножју се налази Боринце.
- Врх Свети Петар виђен из Боринца.
- Врх Свети Петар и Боринце у његовом подножју виђени са видиковца „Камен”.
- Сеоска црква Огњена Марија.
- Сеоска црква Огњена Марија.
- Унутрашњост цркве Огњена Марија.
- Унутрашњост цркве Огњена Марија.
- Црква посвећена Светима Петру и Павлу на врху Свети Петар.
- Црква посвећена Светима Петру и Павлу на врху Свети Петар.
- Унутрашњост цркве Светих Петра и Павла.
- Унутрашњост цркве Светих Петра и Павла.
- Сеоско домаћинство.
- Водопад Борински скок на Боринској реци.
- Водопад Борински скок на Боринској реци.
- Водопад Борински скок на Боринској реци.